# 遠妙寺 (豊島区)
遠妙寺（おんみょうじ）は、東京都豊島区にある本門佛立宗の寺院。

## 歴史
1917年（大正6年）、伊達日彰によって開山された。伊達日彰は清雄寺の僧侶で、渋谷に仮道場を置いたのが起源である。その後、巣鴨に移転し、1936年（昭和11年）に現在地に移転した。
1943年（昭和18年）に「遠妙寺」の寺号が認可されたが、1945年（昭和20年）の空襲で建物が焼失した。
戦後、1958年（昭和33年）に再建された。そして1981年（昭和56年）に「高祖日蓮大菩薩七百回御遠諱報恩記念事業」として鉄筋コンクリート造の新伽藍が完成した

## 交通アクセス
- 新大塚駅より徒歩2分。